# Стефан Штиљановић
Св. Стефан Штиљановић (1498 — 1543), (У писмима се потписивао као Шкиљановић. Последњи је кнез паштровски, каштелан Врховачког града код Пожеге, добротвор и српски светитељ.

## Животопис
Своје порекло води из Приморја, из Паштровића. Симеон Пишчевић га у својој Историји српског народа наводи као Шкриљановић.  Жена му је била Јелена Богдановић.
Све имање је оставио народу својем и отишао у Срем 1498. године због сукоба са Млечанима. У Срему столовао је у граду Моровићу. Народна традиција приказује деспота Стефана Штиљановића као најузорнијег хришћанског владара и за њега везује многобројна племенита дела, као и јуначку борбу против Турака. Приликом борбе за угарски престо између краља Фердинанда и војводе Јована Запоље нашао се на страни Фердинандовој. Учествовао је у грађанском рату од Мохачке битке 1526. до 1541. године, када су Турци заузели Будим. Од Фердинанда је био добио имања у вировитичкој жупанији (1527), као и град Валпово где је владао.
Последњи податак о Стефану Штиљановићу потиче из 1540. године, када је био префект утврђеног града Валпова, након чега му се изгубио сваки траг. Претпоставља се да се, након што је град пао под Турке, повукао у Шиклош, где је и умро.
Сматра се да је умро, највероватније, око 1543. године. Према предању и запису у „Повесном слову”, најпре је сахрањен на оближњем брду Ђунтир. Већ 1545. године његове мошти налазиле су се у манастиру Шишатовцу у Срему. У доба турске владавине Сремом мошти имале су несумњиво велик значај и веровало се да имају посебну исцелитељску снагу. Од СПЦ уврштен је у ред светитеља. У јесен, 17. октобра сваке године се помиње и слави његово име.
Његове мошти почивају у ризници Саборне цркве у Београду од априла 1942. године, када су пренесене из манастира Шишатовац.
У манастиру Шишаштовац је постојао је култ св. Стефана Штиљановића.  У Панагирику манастира Шишатовац из 1545. године постоји један кратак запис који каже: „Ова света и божанствена књига која се зове Панагирик, манастира Шишатовца храма Рођења Пресвете Богородице, где нетљене мошти почивају светог и праведног и дивног Стефана Штиљановића, српског деспота“.
Најупечатљивије предање о Стефану Штиљановићу забележено је у приповеци Скочидјевојка — Приповијест паштровска измаком петнаестог вијека, коју је забележио паштровски политичар и књижевник Стјепан Митров Љубиша у „Приповијестима црногорским и приморским”:
Стефан се родио и живео у Бечићима, на самој обали наспрам острва Св. Николе. Био је кнез и најбогатији међу Паштровићима. Рано је остао удовац. Помогао је манастире и  саградио манастир Прасквицу и цркву Св. Николе код Бечића. Одлучивши да се одсели опростио се од ратачког игумана Серафима, поверивши му своју опоруку и жељу  да  сво имање  подели  манастиру Прасквици и Св. Николи у Паштровићима. Затим се на скупштини опростио од народа и отишао у Херцеговину, Хрватску, па у Срем. После њега Паштровићи више нису бирали кнеза, чувајући успомену на Стефана Штиљановића.